# Psychotria flava
Psychotria flava är en måreväxtart som beskrevs av Oerst. och Paul Carpenter Standley. Psychotria flava ingår i släktet Psychotria och familjen måreväxter. Inga underarter finns listade i Catalogue of Life.